# Faena Hotel and Universe
Faena Hotel and Universe — дизайнерський готель, що розташований практично на березі затоки Ла-Плата в столиці Аргентини Буенос-Айресі у районі Пуерто-Мадеро. Готель займає цегляну будівлю колишнього зерносховища.

## Історія
Будівлю готелю побудували у 1904 році для компанії «Bunge & Born», яка мала монополію на експорт зерна та насіння олійних культур з Аргентини на початку ХХ століття. Побудована з цегли, що імпортувалася з Манчестера. Будівля використовувалась як зерносховище. У 1998 році будівля був намічена до зносу. У жовтні 2004 року його викупив аргентинський готельєр та дизайнер Алан Фаена. Інвестував у створення готелю понад 40 млн доларів.

## Характеристика
Вхід в готель обрамляє завіса, за якою знаходяться ресторан El Bistro і вітальня, прикрашена антикварними лампами.
В оформленні внутрішніх приміщень готелю використовуються червоні оксамитові подушки і штори, чорний мармур і люстри XIX століття. Червоні і білі відтінки панують в інтер'єрі, створеному Аланом Фаеном у співпраці з Філіпом Старком. Оздоблення більше схоже на дизайнерські студії: на книжкових полицях — альбоми з історії архітектури, музики і мистецтва, а в ресторані висять голови єдинорогів.